# Port lotniczy Nitra
Port lotniczy Nitra (ICAO: LZNI) – port lotniczy położony w Nitrze, w kraju nitrzańskim, na Słowacji.